# Club Social y Deportivo La Emilia

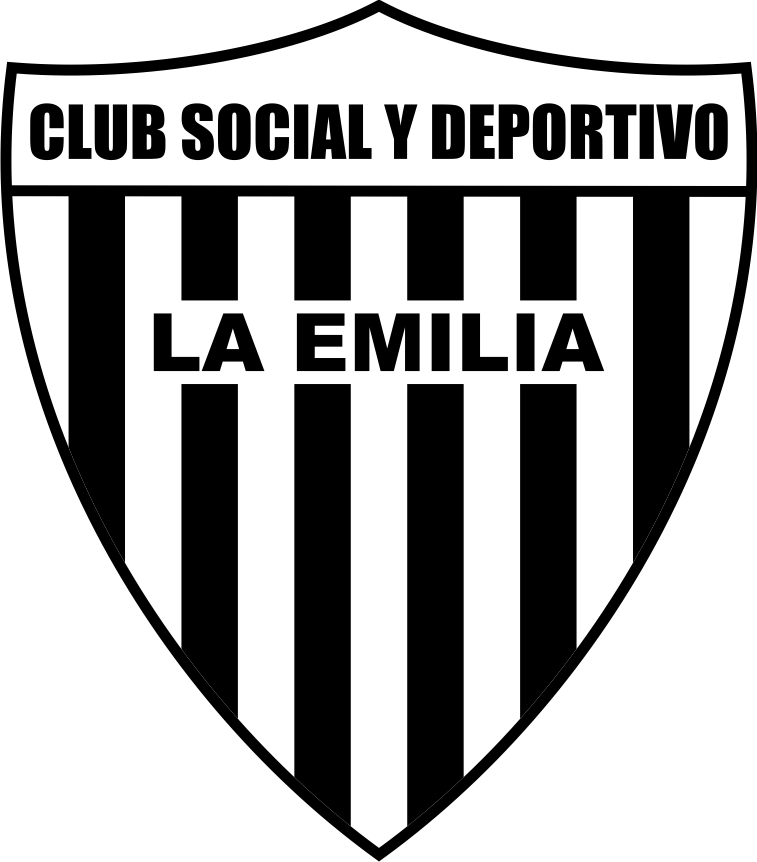
Escudo del club La Emilia

El Club Social y Deportivo La Emilia es una institución deportiva argentina fundada el 2 de octubre de 1981 en las instalaciones de la hasta entonces llamada "Obra Social J. Salvador Córdova" dependiente de "La Emilia Ind.Tex ", ubicada en la homónima localidad de La Emilia, Buenos Aires, cuya principal actividad deportiva es el fútbol. Participa en el Torneo Regional Federal Amateur 2024/25, habiendo clasificado a los Octavos de final en la Región Pampeana Sur cuarta división del fútbol de Argentina, Copa Argentina y torneo local de la Liga Nicoleña de Fútbol. aunque tuvo otros deportes en el pasado, como en el presente.
Su futbolista más conocido es Danilo Rinaldi, natural de la cercana Conesa, quien jugó para el club hasta 2008, cuando emigró a San Marino y se convirtió al poco tiempo en un internacional absoluto del país europeo, logrando disputar dos eliminatorias mundialistas (2010 y 2014) y enfrentando a Inglaterra en el Estadio de Wembley.
Son conocidos por el apodo de Los Pañerosa raíz de que el mismo hace alusión a la primitiva profesión textil de los habitantes del poblado.
Su clásico rival es Defensores de Villa Ramallo, ya que ambos son los equipos más ganadores de la Liga Nicoleña.

### Comisión Directiva 2025
- Presidenta: Romina Bernardotti
- Vicepresidente: Víctor Fenossi
- Secretario: Luis Aldo
- Prosecretario: Lucas Verna
- Tesorero: Damián Quercetti
- Protesorero: Cristian Ramallo
- Vocal titular: Gabriel Gómez
- Vocales suplentes: Joaquín del Pozo, Tomás Sánchez y Federico Conte

### Comisión Revisora de Cuentas
- Revisores titulares: Rubén del Pozo y Sebastián Cuevas
- Revisores suplentes: Melisa Lete, Hugo Oviedo y Pablo Pesci.
- Cabe destacar que Romina Bernardotti es la primera presidenta mujer del club, a su edad (32 años) quizás también la más joven a nivel nacional

## Historia
La localidad de La Emilia surgió gracias al impulso de una Fábrica Textil propiedad de Leodegario Córdova, Quintín Córdova y Emilia Benito, esposa del primero. En 1919 deciden fundar el Club Atlético La Emilia y construyeron una cancha de fútbol frente a la sede ubicada donde actualmente funciona la Escuela Secundaria N.º 8.
Paulatinamente las actividades de recreación y deportivas fueron creciendo. Se sumaron el juego de pelota (frontón), bochas y otras hasta que las autoridades de la fábrica textil deciden construir un complejo social y deportivo de mayores dimensiones y características.
En 1945 se inauguró la Obra Social Juan S. Córdova, que contaba con un Cine Teatro con capacidad de 1500 personas, con calefacción, una nueva cancha de fútbol que luego sería el Estadio Jacinto "Gato" López, canchas de tenis, de Pelota a Palera abierta y cerrada, una pileta de natación, un gimnasio cerrado con piso de parqué, un bowling, restaurante y salón de fiestas.
Estas instalaciones dependían económicamente de la fábrica textil de La Emilia y al producirse la quiebra del establecimiento en 1981, fueron rematadas en 1985 al igual que la fábrica, monte y 15 viviendas de obreros. Por ese motivo y a raíz de una movilización de sus vecinos, se pudo adquirir en ese año sus instalaciones fundándose el Club Social y Deportivo La Emilia. 

## Instalaciones

### Cancha Abierta de Pelota a Paleta

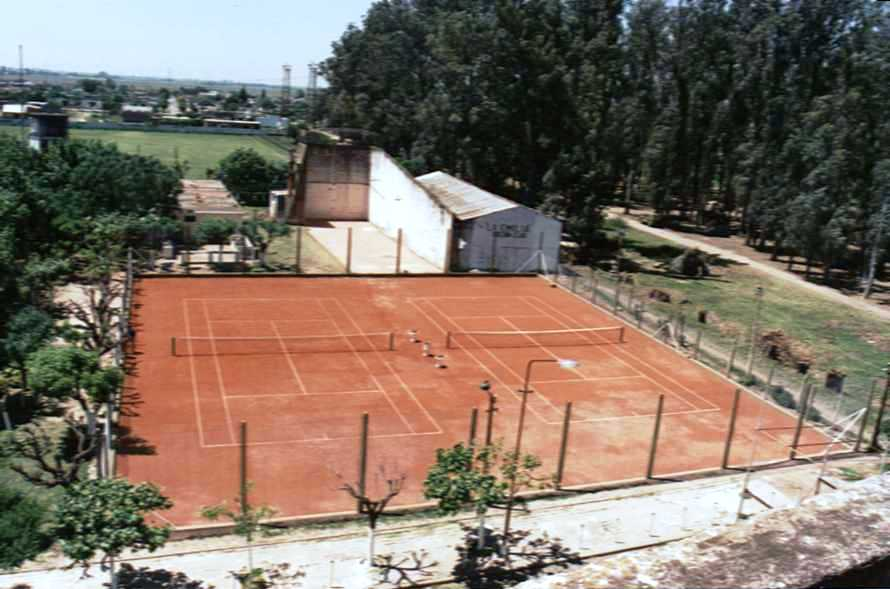
El Club Social y Deportivo La Emilia, luego de su constitución en 1981, poseía entonces una Cancha Abierta de Pelota a Paleta, un Boching Club y dos canchas de Tenis.

La Obra Social Juan S. Córdova contaba al momento del inicio de sus actividades de una Cancha Abierta de Pelota a Paleta y también de un Bochín Club, es decir canchas de Bochas para todos los obreros textiles como puede observarse en la foto respectiva que con el tiempo fueron desapareciendo para dar lugar a modernas canchas de Paddle, un sector dedicado al Tejo, un espacio verde y una pequeña cancha de bochas para los ahora socios del Club Social y Deportivo La Emilia.

### Canchas de Bowling

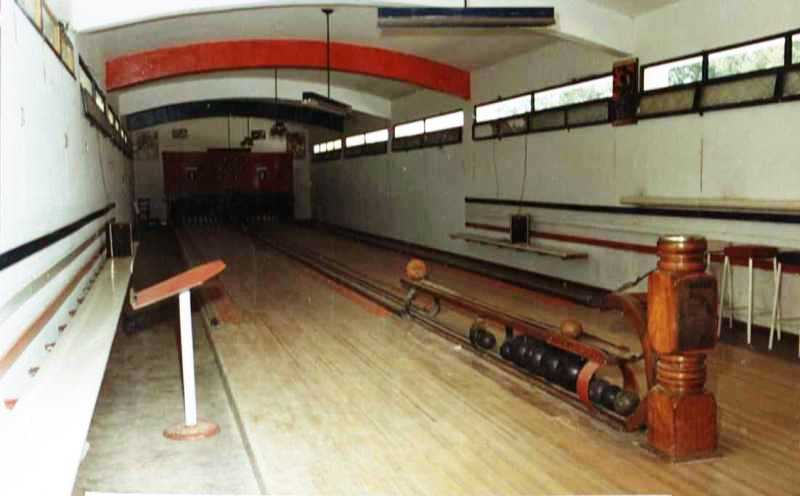
Antiguas Canchas de Bowling con las que contaba la entonces Obra Social J.S. Córdova antes de llamarse Club Social y Deportivo La Emilia.

Cuando se procedió a la inauguración de las instalaciones de la Obra Social mencionada, las mismas también contaron con Canchas de Bowling de última moda en el país. Cabe destacar que ningún club o entidad privada de la región contaba con algunas de ellas. Estas instalaciones deportivas congregaban a los más jóvenes y eran atendidas por el personal de la institución. Con el paso del tiempo, el deterioro de las mismas y su escaso empleo, hizo que las autoridades del nuevo Club Social y Deportivo La Emilia tomaran la decisión de su desarme y el empleo de ese espacio en la construcción de modernas y cómodas habitaciones dónde pueden alojarse delegaciones deportivas que visiten el Club de La Emilia. En la imagen podemos apreciar las viejas canchas de Bowling y inexistentes. 

### Cancha de Pelota a Paleta cerrada
Cuando se inauguraron las instalaciones de la Obra Social J. Salvador Córdova, uno de sus más interesantes atractivos lo constituyó la Cancha de Pelota a Paleta cerrada. Cómoda, amplia, bien iluminada y de un perfecto piso de mosaicos granítico, la misma fue escenario desde 1949 de innumerables torneos y competencias dónde se lucieron figuras de este deporte de nivel nacional y regional. 

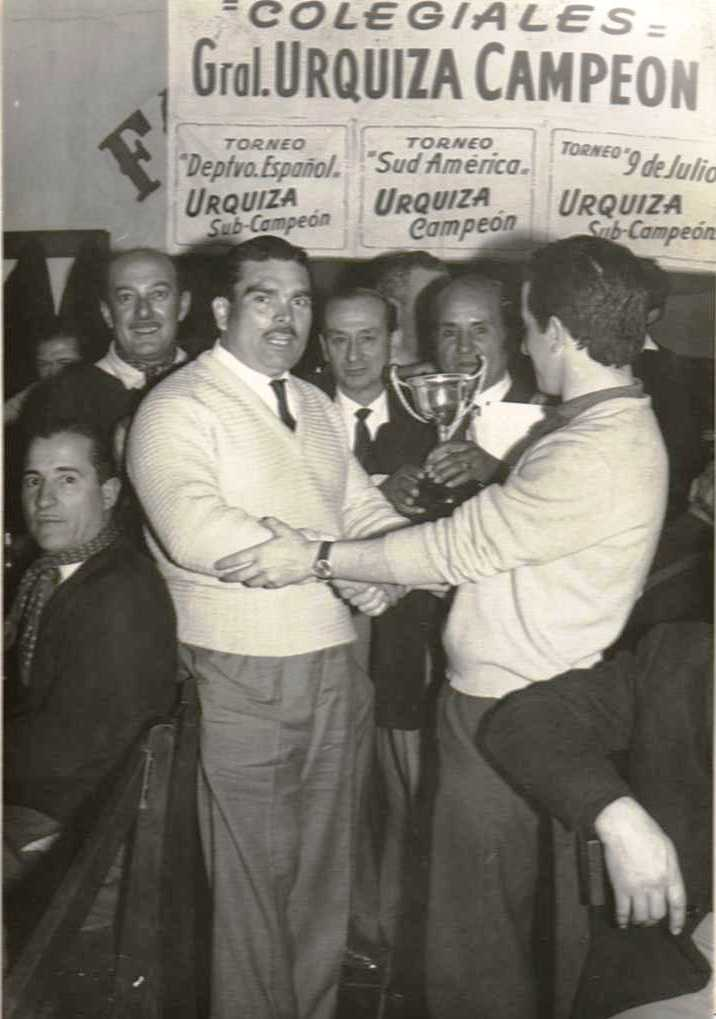
Juan (Cantora) Fernández recibiendo uno de los tantos premios obtenidos en Pelota a Paleta representando a La Emilia.

Uno de los jugadores más destacados que ganó numerosos torneos y cuya actividad deportiva incentivó notablemente la práctica de este deporte fue Juan Fernández (Cantora) quien siendo un obrero textil de la fábrica de la localidad, representó a la firma y a la Obra Social J. S. Córdova en torneos y competencias. 

### Cine Teatro

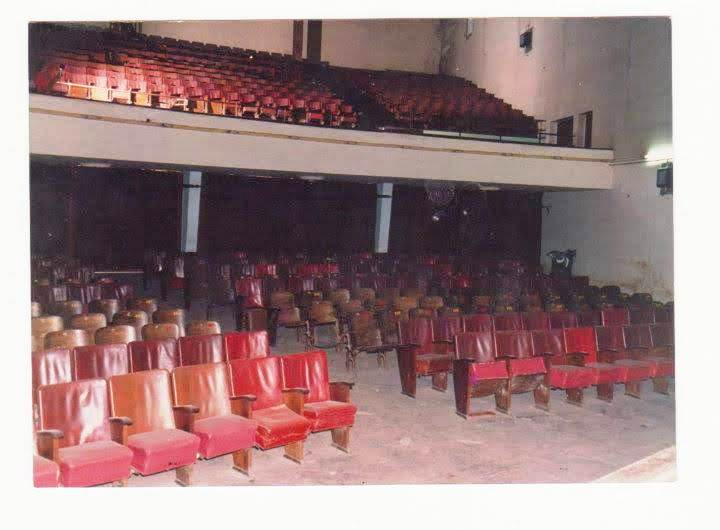
Sala del Cine Teatro La Emilia durante sus últimos años como Obra Social J.S. Córdova, antes de formar parte del Club S.y D. La Emilia.

El Club Social y Deportivo La Emilia, cuenta con las instalaciones de un Cine Teatro inaugurado junto al resto del complejo deportivo cuando se habilitó como "Obra Social J. Salvador Córdova". Con capacidad para 1.500 personas, contaba con palcos para autoridades, sistema de calefacción proveniente de la fábrica textil, baños, dos boleterías , recintos para orquestas y cómodos camarines debajo del escenario para los artistas. Cuando se inauguró el 2 de octubre de 1942, había sectores aún sin finalizar sin embargo el evento contó con la presencia de la orquesta de Francisco Canaro. Este Cine Teatro se convirtió en un gran exponente del esplendor argentino de entonces. Numerosos artistas se hacían presentes en la localidad para brindar grandes galas. El imponente escenario contaba con un gran y pesado telón que cubría una enorme pantalla cinematográfica. Dos grandes proyectores se instalaron en una cabina especialmente diseñada. Por otro lado un pintoresco kiosco de golosinas de forma cilíndrica en el medio del hall de ingreso aglutinaba a su alrededor a los niños. En la planta alta las gradas estaban iluminadas y había un sector de palcos exclusivos para la familia fundadora, sus descendientes y personal jerárquico de la empresa. El proyecto de este Cine Teatro sin igual en la Provincia de Buenos Aires, fue encargado al estudio de los arquitectos Espinosa y Lafosse con Macedonio Oscar Ruiz de Capital Federal .

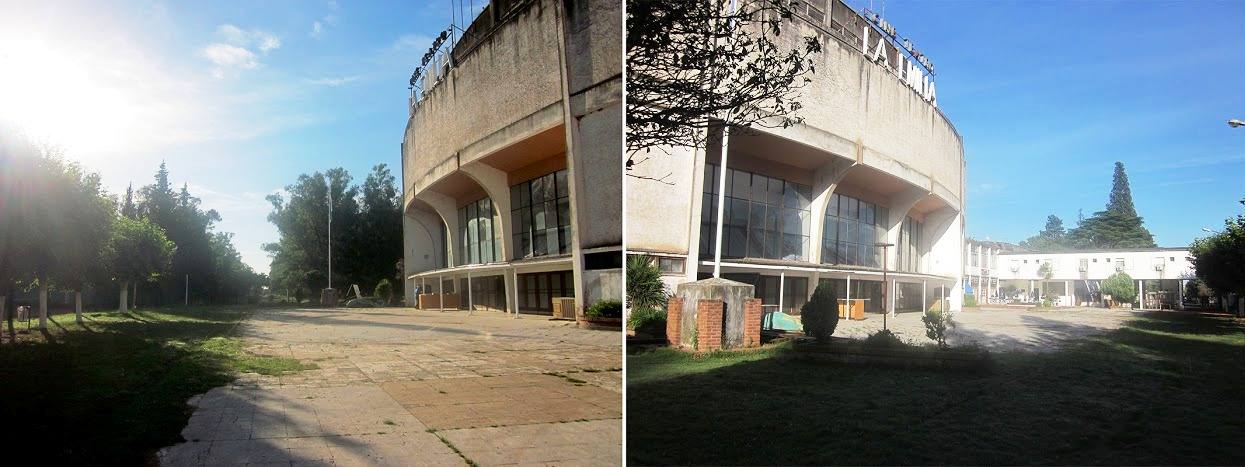
El Cine Teatro de La Emilia del Club Social y Deportivo La Emilia.

El mismo se ocupaba de obras especiales de arquitectura y asociada a arquitectos que se encargaban del proyecto. En los planos y documentos municipales aparecen como constructores los hermanos Domingo y Mario Rizzotto. Lamentablemente las constantes inundaciones que azotaron la localidad, las grandes dimensiones de este edificio y las dificultades económicas primero del establecimiento fabril de La Emilia y luego de las distintas Comisiones Directivas del Club Social y Deportivo La Emilia, la mantención se hizo cada vez más difícil y actualmente el área del Cine Teatro se encuentra vedado al público y no se realizan ningún tipo de actividad en el mismo.

### Pileta de Natación

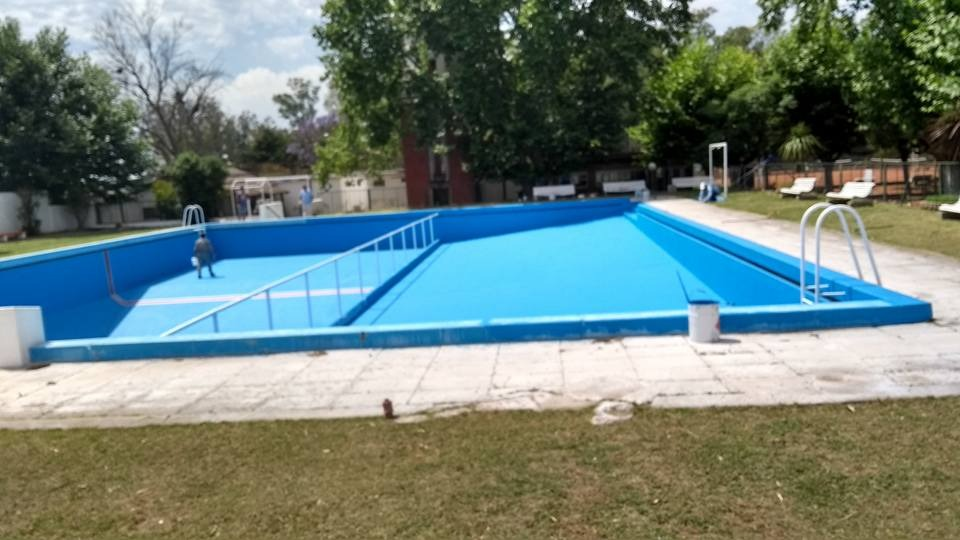
Pileta del Club Social y Deportivo La Emilia, en momentos de su adecuación para la temporada veraniega.

El 2 de octubre de 1942, cuando se inauguró la entonces Obra Social J.S. Córdova, dentro de sus instalación se habilitó un hermoso natatorio y la inauguración formó parte del nutrido calendario de actividades diseñado con ese fin por las autoridades de la Fábrica Textil de La Emilia. Esta pileta de nación de 50 metros de largo y casi 20 de ancho, recibió en dicha oportunidad al famoso nadador Pedro Candioti que en horas de la tarde, se sumergió en sus aguas dando inicio a un ciclo de vida de dicha piscina que continúa hasta la actualidad. Se habilitaron entonces en esa pileta, dos sectores, uno de escasa profundidad para niños y no nadadores, separados por una baranda de caños de otro con profundidad de un metro cincuenta y creciendo hasta los tres metros aproximadamente. Además se instalaron dos trampolines, uno más alto y otro bajo para emplear en dicho sector. Esta pileta de natación continúa existiendo en la actualidad, con algunas reformas para mantenerla operativa y es el lugar más concurrido del Club Social y Deportivo La Emilia durante la etapa de verano.

## Estadio
Cuenta con un estadio con capacidad para 6000 personas ubicado al lado de la sede del club. Se llama Jacinto Gato López, recordando a una de las figuras provenientes del club. A la derecha de la página algunas fotos del estadio.

## Últimos años futbolísticos
Luego de salir campeón del Torneo del Interior 2014 (antiguo Argentino C), consiguió el ascenso al Federal B en abril de ese año.
Desde su ascenso, La Emilia tuvo 2 buenos años consecutivos peleando por el ascenso al Federal A. En el Torneo Federal B 2014 quedó afuera en la primera ronda de la etapa final contra Camioneros, y en el Torneo Federal B 2015 perdió en la Cuarta Fase contra Defensores de Pronunciamiento.
En el Torneo Federal B 2016 (jugado entre febrero y junio de ese año), debido a su formato opcional, hubo 41 equipos que decidieron no participar, entre los cuales estaba incluido el club La Emilia.

### Renuncia de plaza, descenso al Torneo Federal C y etapa de decadencia
En agosto del 2016, La Emilia volvería a participar jugando el Torneo Federal B Complementario 2016, donde haría una pésima campaña quedando a 1 punto del descenso, quedando muy cerca del modificado Torneo del Interior (fútbol), que pasó a ser el Torneo Federal C (fundado en 2015).
Ya en julio de 2017, La Emilia no participó del Torneo Federal B 2017 debido a la renuncia de su plaza en la categoría, motivo por el cual fue descendido al Torneo Federal C.
Luego del descenso automático por renunciar a su plaza, no participó de ninguna competencia ajena a su Liga Regional (Liga Nicoleña de Fútbol) hasta después de la reestructuración de los torneos organizados por el Consejo Federal del Fútbol Argentino, que resultó en la combinación del Torneo Federal B con el Torneo Federal C, formando el Torneo Regional Federal Amateur.

### Torneo Regional Federal Amateur
Volverían a participar de los Torneos Federales a partir de la temporada 2022/23 del nuevo Torneo Regional Federal Amateur, donde volvería a destacar.
En su zona quedó empatado en el primer puesto con Club de Regatas San Nicolás, y pasó de fase por quedar entre los mejores segundos.
La Emilia pasó a las Etapas Finales de la Región Bonaerense Pampeana Norte, empezando por la Segunda Ronda donde le ganarían al club Defensores de la Esperanza (Campana) por un global de 4 a 1, para luego quedar eliminados en Tercera Ronda contra Sportivo Baradero por un global de 2 a 4, finalizando así su participación en el Torneo Regional Temporada 2022-23. 

### Copa Argentina
Participó de las fases previas de la Copa Argentina en las ediciones 2011-12, 2012-13, 2014-15 y 2015-16, siendo su participación más destacada la del 2014-15 donde llegó a los 32.os de final, teniendo que jugar contra el reconocido equipo de Primera División y campeón del mundo Club Atlético Vélez Sarsfield. El resultado de ese partido fue 3 - 0 a favor de Vélez.

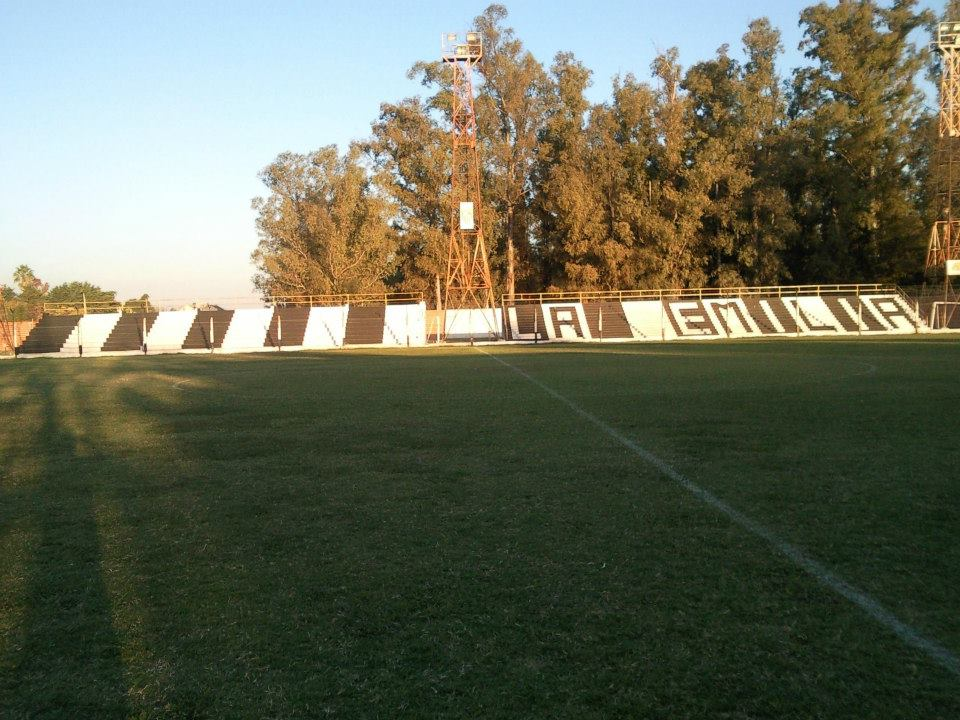
Tribunas Locales

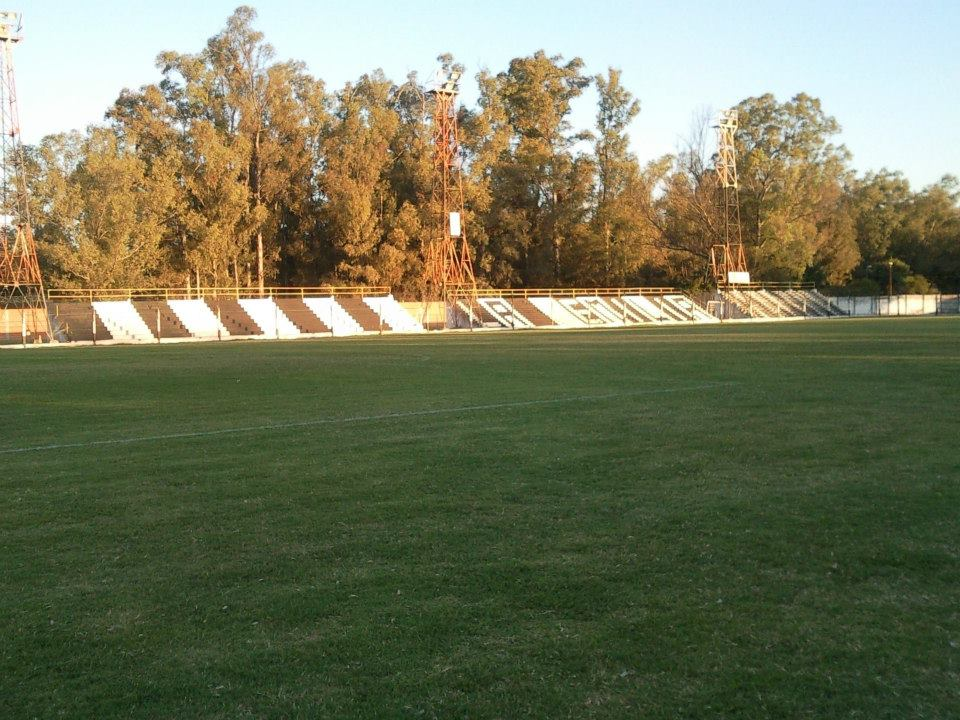
Popular

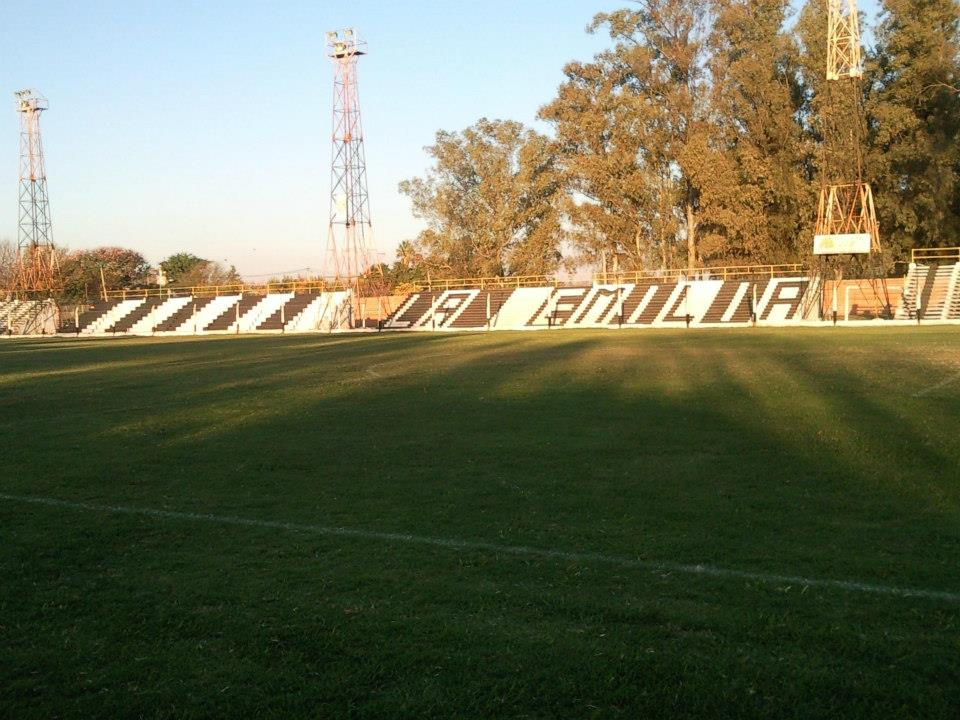
Estadio La Emilia

## Plantel Liga Nicoleña 2024
Bajas
Santiago Britos; Juan Duarte; Fernándo Godoy a Sportivo Las Parejas

## Plantel Liga Nicoleña de Fútbol Torneo Apertura 2024
- Cuerpo Técnico

-Emiliano Carella

## Palmarés
- Liga Nicoleña de fútbol (20): 1930, 1932, 1940, 1941, 1943, 1944, 1945, 1946, 1947, 1950, 1953, 1957, 1967, 1977, 2001, 2002, 2003, 2004, 2007 y 2011.[7]
- Torneo del interior (1) 2014